# Inai Inai Baa!
'Há boo!' (em japonês:  いないいないばあっ!) O programa de infantil foi transmitido pela NHK TV Educativa (0-2 anos)! para um programa cultural. Ginástica e canções, compostas e disciplinado. Começou a ser exibido em 8 de janeiro de 1996.

## Sinopse
Começou em 1996, programa da NHK para crianças. "0-2 anos. A classificação para programa educativo NHK para crianças é um popular programa.
BS2 é transmitido pela primeira vez em seis meses, mudaram o quadro da televisão educativa agora e, em seguida, em 7 de outubro de 1996. Dois sistemas foi de manhã e à noite as transmissões a partir de 5 de abril de 1999.
Um dos executores e dos trajes, marionetas (rastejando ー tan agora), tem sido regular com a criança e sua irmã. A irmã de dois na escola primária no início até agora - contratou uma das meninas da quinta série.
Abril de 1999, transmissão do aumento da manhã, duas vezes por dia, foi transmitido no período da manhã e da tarde, à noite, transmissão e retransmissão da emissão da manhã, o conteúdo é o mesmo. As classificações dos tempos da manhã mais altos.
O conteúdo de broadcast que se tornou uma unidade de uma semana, as músicas são usadas repetidamente ao longo da semana, como de costume. Na maioria dos casos, como é novamente após a próxima semana, após uma semana de radiodifusão. Além disso, entre transmissão e retransmissão de isso geralmente é transmitido foi re-editado, de tempos em tempos, o conteúdo transmitido passado, versão re-editada será transmitido no final do ano e também durante as férias de verão e inverno. Além disso, uma variedade de curvas, o vídeo da música, bem como a versão reeditada do exposto, pode ser re-utilizadas imagens entrelaçadas com o novo. Flui através da música nova por semana, muitas vezes o conteúdo de outros cantos renovada. No entanto, "Round and Round s ~ em algum lugar!" E usar o outro canto foi previamente transmitida, derramando algumas músicas novas canções.
Muitas das músicas até agora e filho de sua irmã, mas essa mudança teria de transmissão não podem ser transmitidos novamente está sendo refeito por um novo elenco de covers no passado.

## Puppet Character
U-tan        Voiced by: Kurumi Mamiya (Japanese),